# North Cave
North Cave – wieś w Anglii, w hrabstwie East Riding of Yorkshire. Leży 21 km na zachód od miasta Hull i 255 km na północ od Londynu. W 2001 miejscowość liczyła 1943 mieszkańców.